# Мурафа (регіональний ландшафтний парк)
Регіона́льний ландша́фтний парк «Мура́фа» — регіональний ландшафтний парк в Україні. Об'єкт природно-заповідного фону Вінницької області. Розташований у межах Могилів-Подільського району Вінницької області. 
Площа 3452,7 га (фактична 3162,5 га). Створений у 2008 році. Перебував у віданні: Чернівецька селищна рада, Бабчинецька, Вило-Ярузька, Гонтівська, Лозівська, Мазурівська сільських рад. 
Територія ландшафтного парку охоплює долину річки Мурафи в її середній та нижній течії. Тут річка має одну з найкращих у басейні Дністра збереженість природних комплексів. Парк створено для охорони ділянок лучно-степової рослинності, унікальних лісів лісостепової зони. Територія парку поєднує різноманітні природні комплекси (водні, лісові, лучно-степові, яружно-балкові, скельні) та відзначається розмаїттям рослин, у тому числі занесених до «Червоної книги України» (ковила волосиста), регіонально рідкісних (горицвіт весняний, залізниця чубата, леопольдія тонкоквіткова, оман мечолистий). Її тваринний світ значною мірою зберігся у природному стані і відповідає фауні лісостепової зони. Тут зустрічаються види тварин, занесені до Червоної книги України, а саме: видра, борсук, скопа.

### Території ПЗФ у складі РЛП
Нерідко, оголошенню національного парку або заповідника передує створення одного або кількох об'єктів природно-заповідного фонду місцевого значення. В результаті, великий РЛП фактично поглинає раніше створені ПЗФ. Проте їхній статус зазвичай зберігають. 
До складу території регіонального ландшафтного парку «Мурафа» входять такі об'єкти ПЗФ України:
- Ландшафтний заказник місцевого значення «Мурафа»
- Геологічна пам'ятка природи загальнодержавного значення «Гайдамацький Яр»
- Геологічна пам'ятка природи загальнодержавного значення «Відслонення Грушанської світи»